# جاك هيل (لاعب كرة قدم بريطاني)
جاك هيل (بالإنجليزية: Jack Hill)‏ (1908 في المملكة المتحدة - ) هو لاعب كرة قدم بريطاني في مركز الهجوم. لعب مع نيوبورت كونتي وJarrow F.C. ‏ ورامزغيت ‏ وEsh Winning F.C. ‏ وسبنيمور يونايتد ‏ وWest Stanley F.C. ‏ وهوردن كوليري ولفير ‏ ودارلينجتون إف سى.